# Gęsiówka

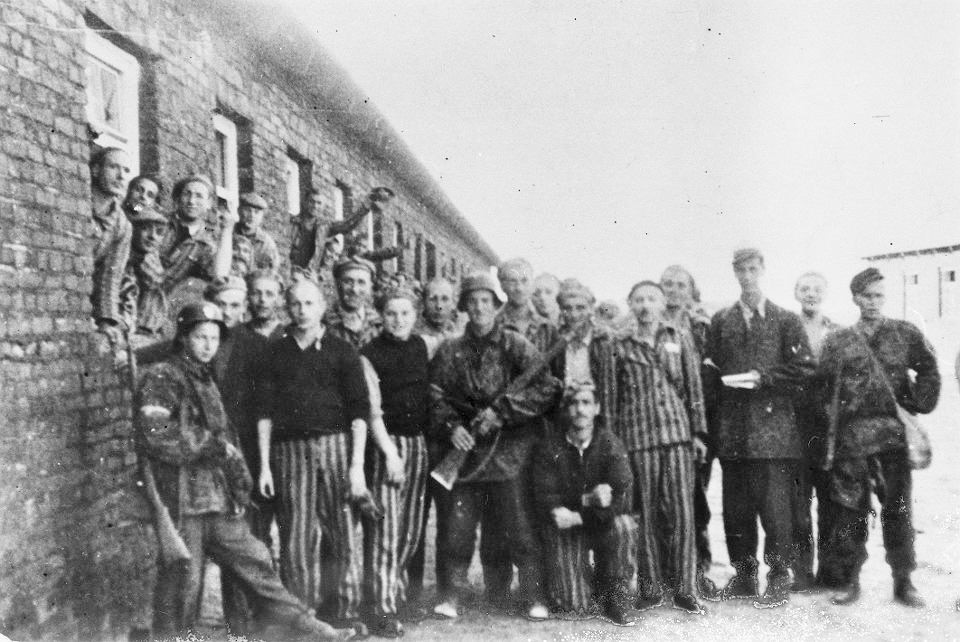
Jüdische Häftlinge von Gęsiówka und polnische Widerstandskämpfer des Bataillons Zośka der Polnischen Heimatarmee nach der Befreiung des Lagers im August 1944

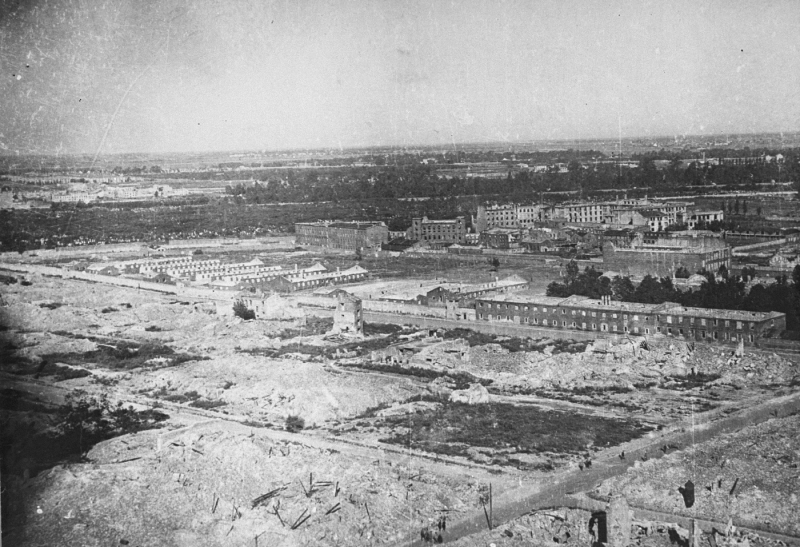
Blick von einem Turm der St. Augustinus-Kirche in der Nowolipkistraße 18 auf das Warschauer Ghetto. Im Vordergrund Ruinen an der Pawia Straße, dahinter, umgeben von einer hohen Mauer mit Wachtürmen, befindet sich die Westseite des Gesiowka-Gefängnisses. Der jüdische Friedhof an der Okopowastraße ist im Hintergrund links hinter dem Gesiowka-Gefängnis zu sehen. Frühjahr 1945

Gęsiówka (polnische Aussprache: ɡɛ̃ˈɕufka) ist der umgangssprachliche polnische Name für ein Gefängnis in der Gęsiastraße (polnisch ul. Gęsia ‚Gänsestraße‘; heute polnisch ul. Mordechaja Anielewicza) in Warschau, Polen, das während der deutschen Besatzung im Zweiten Weltkrieg zu einem Konzentrationslager wurde.
In den Jahren 1945–1956 diente Gęsiówka als Gefängnis und Arbeitslager. Es wurde zunächst vom sowjetischen politischen Geheimpolizei NKWD betrieben, um polnische Widerstandskämpfer der Heimatarmee und andere Gegner des neuen stalinistischen Regimes in Polen zu inhaftieren. Später wurde es von der polnischen Geheimpolizei betrieben.

## Geschichte
Vor dem Zweiten Weltkrieg war die Gęsiówka ein Militärgefängnis der polnischen Armee. Ab 1939, mit der deutschen Besetzung Polens, wurde es zu einem Straflager der Sicherheitspolizei Warschau umfunktioniert („Arbeitserziehungslager der Sicherheitspolizei Warschau“).
Im Jahr 1943 wurde das Gefängnis in ein Konzentrationslager umgewandelt, hauptsächlich für jüdische Gefangene aus anderen Ländern als Polen, insbesondere aus Griechenland und Ungarn. Im Laufe seines Betriebs beherbergte das Lager, das als KZ Warschau bekannt ist, schätzungsweise 8000 bis 9000 Gefangene, die zur Sklavenarbeit eingesetzt wurden. Schätzungsweise 4000 bis 5000 Häftlinge starben im Lager, während des Todesmarsches aus dem Lager, während des Warschauer Aufstandes und in den Verstecken nach dem Aufstand.
Das ehemalige Gefängnis Gęsiówka beherbergt heute das Museum der Geschichte der polnischen Juden (POLIN).

## Befreiung während des Warschauer Aufstands

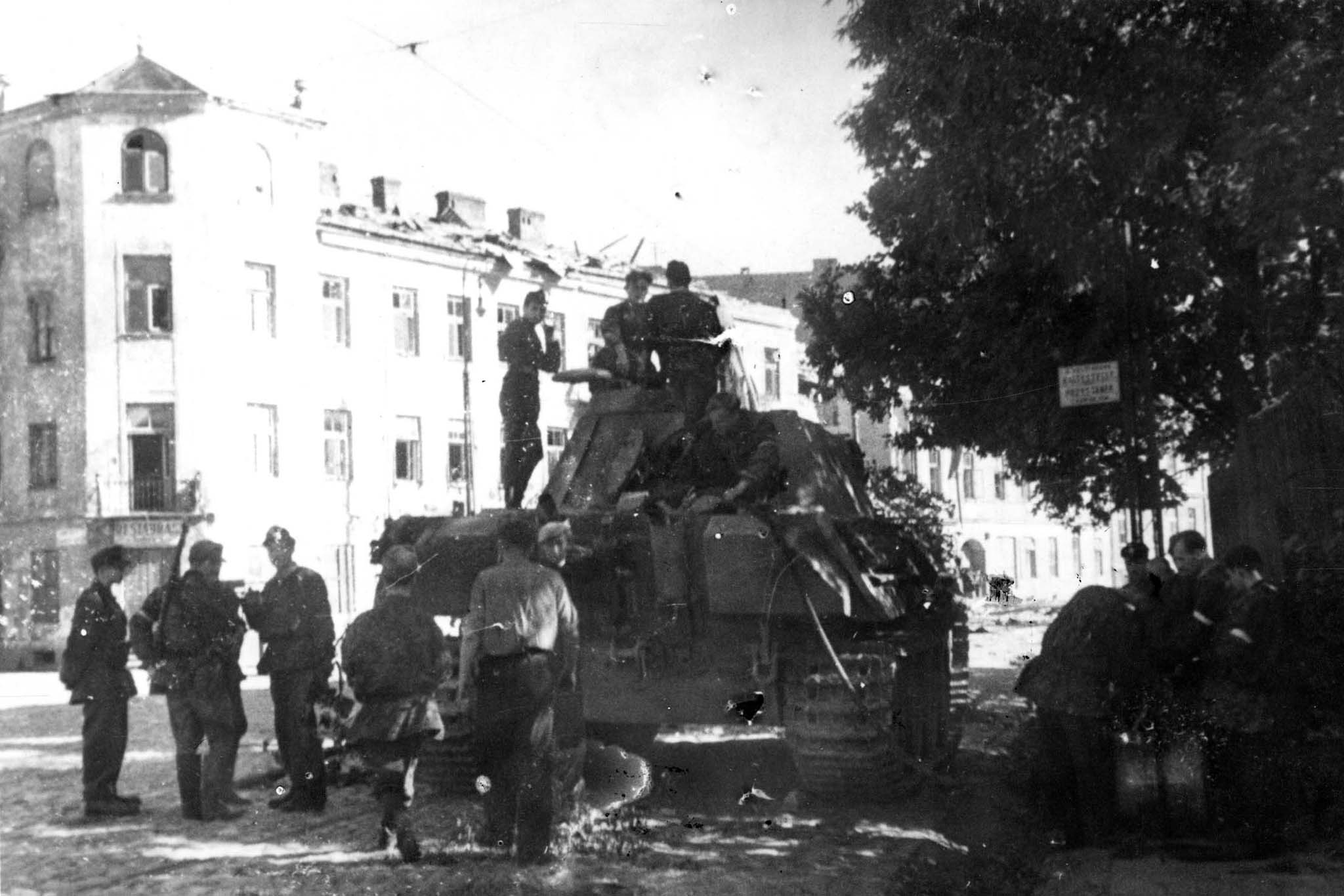
Soldaten des Panzerzuges Wacek des Bataillons Zośka, Okopowa-/Ecke Żytnia-Straße, 2. August 1944

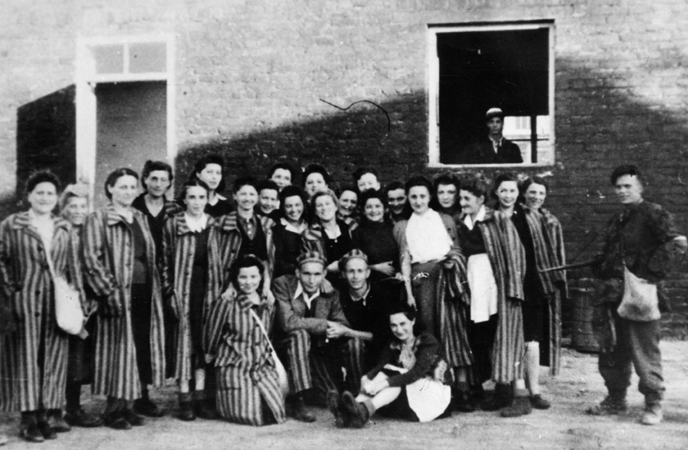
Befreite jüdische Frauen mit polnischen Widerstandskämpfern des Bataillons Zośka, 5. August 1944

Am 5. August 1944, zu Beginn des Warschauer Aufstands, griff das Aufklärungsbataillon Zośka der Gruppe Radosław der Heimatarmee unter der Führung von Ryszard Białous und Eugeniusz Stasiecki das Lager Gęsiówka an, das von den Deutschen liquidiert worden war. Magda, einer von zwei Panther-Panzern, die am 2. August von polnischen Aufständischen erbeutet worden waren und dem neu gebildeten Panzerzug von Zośka unter dem Kommando von Wacław Micuta zugeteilt wurden, unterstützte den Angriff mit dem Feuer aus seiner Hauptkanone. In dem eineinhalbstündigen Gefecht wurden die meisten SD-Wachen getötet oder gefangen genommen, einige flohen jedoch in Richtung des Pawiak-Gefängnisses.
Nur zwei polnische Kämpfer wurden bei dem Angriff getötet. Vor dem sicheren Tod gerettet wurden 348 arbeitsfähige jüdische Gefangene, die nach der Auflösung des Warschauer Ghettos 1943 von den Deutschen als Sklaven gehalten und nach der Evakuierung der meisten Insassen des Lagers Gęsiówka im Juli 1944 zurückgelassen worden waren.
Viele der jüdischen Gefangenen schlossen sich den Aufständischen an, und die meisten wurden in den folgenden neun Wochen der Kämpfe getötet, ebenso wie die meisten ihrer Befreier (das Bataillon Zośka verlor 70 % seiner Mitglieder im Aufstand).

## Nach dem Zweiten Weltkrieg
Im Januar 1945 wurde Gęsiówka vom sowjetischen NKWD genutzt, um polnische Widerstandskämpfer der Heimatarmee und andere Gegner des neuen stalinistischen Regimes in Polen zu inhaftieren, die dort unter entsetzlichen Bedingungen gehalten wurden. Die polnische kommunistische Geheimpolizei übernahm noch im selben Jahr die Verwaltung des Lagers und nutzte es bis 1956 als Gefängnis und Arbeitslager für kriminelle und politische Gefangene, darunter sogenannte „Klassenfeinde“.

## Denkmal für die Befreiung von Gęsiówka
Das Gęsiówka wurde in den 1960er Jahren abgerissen. Der einzige sichtbare Hinweis auf seine frühere Existenz ist eine Gedenktafel an der Wand der Mordechaj-Anielewicza-Straße 34, die an die Befreiung des Lagers 1944 erinnert.

Das Denkmal wurde während der Gedenkfeier zum 50. Jahrestag des Warschauer Aufstandes im Jahr 1994 enthüllt. Wacław Micuta, Kommandeur des Panzerzuges des Zośka-Bataillons, sagte bei der Zeremonie die folgenden Worte:
Am 27. Juli beschlossen die Deutschen, das Lager Gęsiówka nach Dachau zu evakuieren. Mehr als 400 marschunfähige Häftlinge wurden erschossen… Eine Kolonne von etwa 4000 Juden wurde in Marsch gesetzt, verschwand aber spurlos. Und nun stand das Bataillon Zośka vor diesem Lager. Sie erinnerten sich an das Pfadfinderstatut, das besagt, dass ein Pfadfinder ein Freund für jeden anderen Menschen und ein Bruder für jeden anderen Pfadfinder ist. Wir wollten alle sofort angreifen… und da wir ein paar Panzer erbeutet hatten, war die Lage etwas besser als in den Tagen zuvor. Also gingen vier von uns zurück zu "Radosław" [Jan Mazurkiewicz, Kommandeur der aufständischen Kräfte im Warschauer Stadtteil Wola], um ihn um Erlaubnis zu bitten. Radosław war ein vorsichtiger Mann und teilte die Ansicht, dass die befestigten Stellungen nicht frontal angegriffen werden sollten. Aber er stimmte unter der Bedingung zu, dass die angreifende Truppe zahlenmäßig klein sein und ausschließlich aus Freiwilligen bestehen sollte… Wir haben sie überrascht. Unser Panzer war ein großer Erfolg, denn die Deutschen [im Lager] hatten keine Panzerabwehrwaffen. Nachdem das Haupttor zerstört war, rückte Feleks Trupp ein…
Die Gedenkstätte trägt Inschriften auf Polnisch, Hebräisch und Englisch.

## Galerie

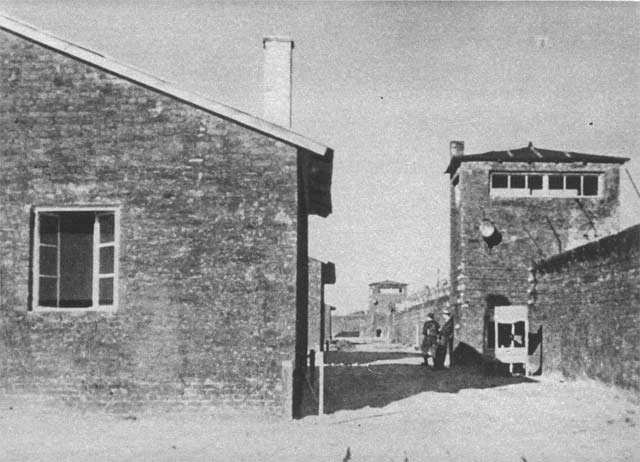
Polnische Widerstandskämpfer der Kompanie "Giewont" des Bataillons "Zośka" sichern Gęsiówka nach der Befreiung (5. August 1944)
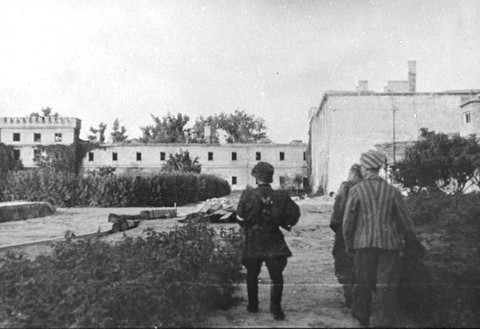
Gęsiówka nach der Befreiung - im Bild ein polnischer Widerstandskämpfer und zwei der 348 befreiten Juden (5. August 1944)
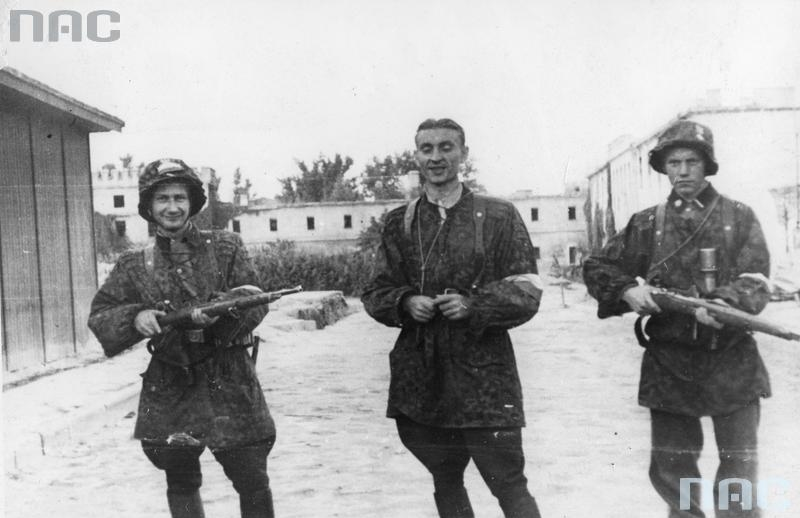
Drei polnische Widerstandskämpfer nach der Befreiung des Konzentrationslagers "Gęsiówka" - von links nach rechts: ein unbekannter Aufständischer, Stanisław Kozicki (Deckname "Howerla") und Wacław Cyniak (Deckname "Orlicz")
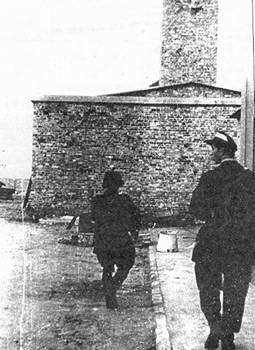
Polnische Widerstandskämpfer von der Kompanie "Giewont" des Bataillons "Zośka" sichern Gęsiówka nach der Befreiung. Im Hintergrund ist das Gebäude des Krematoriums zu sehen
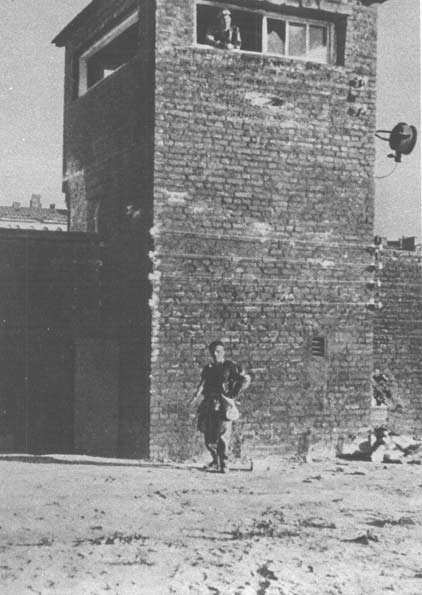
Polnische Widerstandskämpfer im Wachturm von Gęsiówka nach der Befreiung
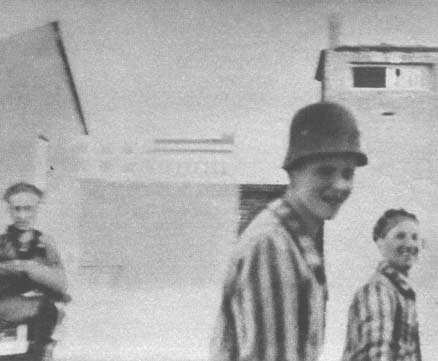
Befreite jüdische Gefangene - einer trägt einen deutschen Stahlhelm - lächeln in die Kamera
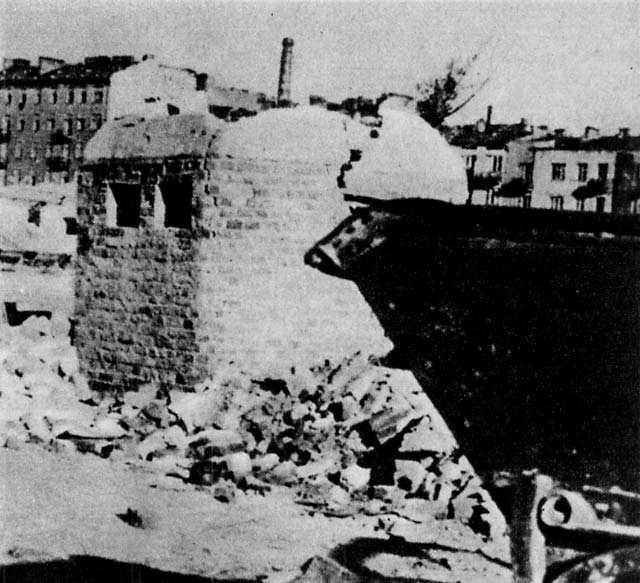
Gęsiówka-Bunker, von Soldaten des Bataillons "Zośka" zerstört
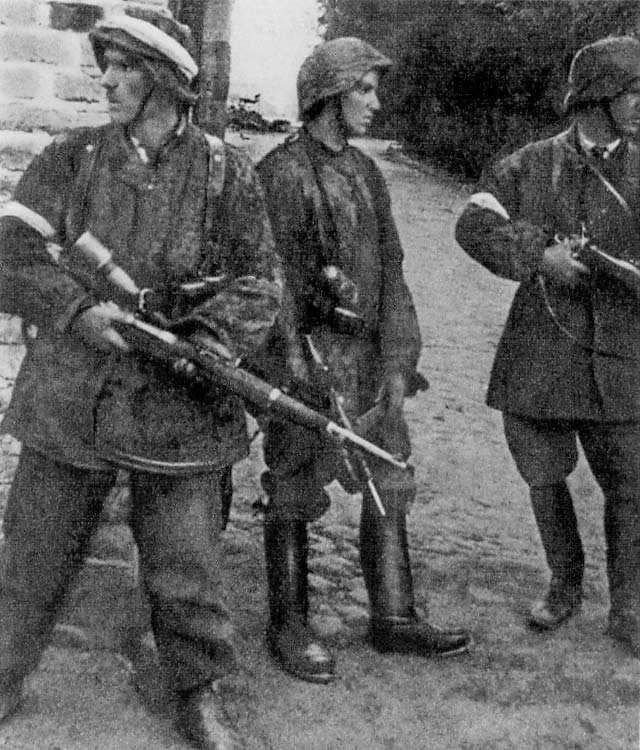
Drei polnische Widerstandskämpfer, die nach der Befreiung des Konzentrationslagers "Gęsiówka" abgebildet sind - von links nach rechts: Wojciech Omyła (Deckname "Wojtek"), Juliusz Bogdan Deczkowski (Deckname "Laudański") und Tadeusz Milewski (Deckname "Ćwik")